# 鄧泰中
鄧 泰中（とう たいちゅう、1886年 -  1927年6月19日）は清末、中華民国の軍人。もともとは滇軍（雲南軍）指揮官の1人で、後に孫文（孫中山）の側近となった。字は和卿。

## 事迹
鄧泰中は若年時代に日本に留学し、東斌学堂で学んだ。1905年（光緒31年）、中国同盟会に加入している。帰国後、新軍第19鎮排長に任ぜられた。1911年（宣統3年）、昆明重九起義（雲南辛亥革命）に参加している。1915年（民国4年）12月、護国戦争が勃発すると、鄧は護国軍第1軍第1梯団第1支隊長に任ぜられた。翌年、この時の軍功により旅長に昇進している。
1920年（民国9年）12月初めに、鄧泰中、楊蓁、金漢鼎らの雲南軍指揮官は、雲南軍の最高指導者である唐継尭に不満を抱き、秘密裏に集会を開いた。鄧は元々唐と同郷であり、私的にも関係は良好であった。しかしこの時に鄧が唐の打倒を決然と主張したことにより、会議では兵変の速やかな発動が決議されている。そして楊が、自身の上司である靖国軍第1軍軍長顧品珍に対して、軍を返して昆明を攻めるよう勧めた。翌年2月、顧、鄧、楊、金らは兵変を発動し、不意を衝かれた唐は香港へ逃亡、これにより顧が雲南を統治することになる。
同年、鄧泰中は孫文の下に転じ、援桂総司令に任命された。1922年（民国11年）、鄧は部隊を率いて陳炯明を討伐し、後に雲南軍の将領と連名で、孫文に広東へ戻って政権を掌握するよう要請する電文を打った。翌年4月から5月まで、陸海軍大元帥府高級参謀をつとめ、まもなく広州大本営軍政部次長に転じた。後に、四川宣慰使をつとめ，陸軍上将に昇進している。
1927年（民国16年）6月19日、鄧泰中は国民政府代表に任命され、船に乗って九江へ向かった。しかし、船は南京の川面で日本の商船「南洋丸」と衝突して沈没、鄧は水死した。享年42。

## 注
1. ↑  余応彬『黒紅門 滇系軍閥全伝』136頁。
2. ↑  徐友春主編『民国人物大辞典 増訂版』2377頁による。『雲南辞典』622頁は「1928年」としている。